# Escola Superior d'Administració i Direcció d'Empreses
L'Escola Superior d'Administració i Direcció d'Empreses (Esade) és una institució d'ensenyament privat dedicada a la formació de quadres directius i d'administració d'empreses fundada l'any 1958 a Barcelona. El director general d'Esade és Daniel Traça.
L'escola es membre de la Triple Corona i, per tant, els seus programes compten amb les tres acreditacions internacionals més importants a càrrec dels organismes AMBA, EQUIS i AACSB.

## Història

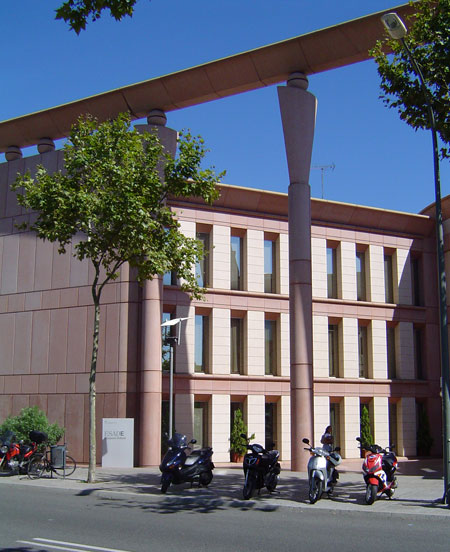
Edifici 3 d'Esade a l'avinguda d'Esplugues, al barri de Pedralbes

Va ser fundada el 1958 i vinculada als jesuïtes que van veure l'oportunitat de crear una escola superior que formés professionals per al bon funcionament de l'economia aprofitant la sortida de l'autarquia que el franquisme havia sumit Espanya durant la dècada del 1940 i 1950. Entre els seus fundadors hi va haver professors com Josep Baruel i diversos empresaris, incloent els germans Ignasi i Joan Vidal Gironella, els germans Antoni i Leandro Jover Lamaña, Ramon Mas-Bagà Cros, Esteve Negra Valls, Fernando del Pozo i de Querol, Albert Folch Rusiñol, Fernando Maristany Pomar, Francesc Torras Ferrer, els germans Antoni i Francesc Pérez Portabella, i Josep I. de Anzizu Borrell.
Inicialment s'instal·là al Passatge de Josep Llovera de Barcelona, traslladant la seva seu el 1965 a l'actual campus de Pedralbes. L'any 1983 s'amplià el campus de Pedralbes, esdevenint la seva biblioteca centre de documentació i de recerca de la UNESCO.
L'any 1988 fou guardonada amb la Creu de Sant Jordi concedida per la Generalitat de Catalunya. L'any 1991 es va integrar a la Universitat Ramon Llull. L'any 2006 Esade va ser considerada pel Wall Street Journal com la millor escola de negocis internacional, i el Financial Times va situar el seu Master of Management i el seu programa MBA sisè i vuitè d'Europa, respectivament, i el MBA entre els 30 millors del món. Així mateix la revista Bloomberg BusinessWeek va considerar el programa MBA d'Esade com un dels 10 millors del món, i concretament 4t d'Europa i el primer en els països de parla hispana. El 2009 inaugurà al complex Creapolis de Sant Cugat del Vallès un campus amb capacitat per a 1.500 alumnes. L'any 2014 EsadeCreapolis formaba part de la xarxa d'acceleradores Nova Empresa Catalonia impulsada per Acció (Agència per la competitivitat de l'empresa), que proporciona a les empreses participants assessorament, formació, 'networking' i suport en la recerca de finançament.
El 2012, l'associació d'antics alumnes d'Esade (Esade Alumni) tenia més de 16.000 socis i, el 2014, va celebrar el seu 25è aniversari concedint el Premi Esade a Martin Winterkorn, President del Consorci automobilístic Volkswagen.